# Flugplatz Osijek/Čepin

i7
i11
i13
Der Flugplatz Osijek/Čepin (kroat. Zračno pristanište Osijek/Čepin, ICAO-Code: LDOC) ist ein ehemaliger Militärflugplatz in Kroatien. Er ist heute ein  Sportflugplatz der Stadt Osijek. Er bietet zwei Lande- und mehrere Unterstellmöglichkeiten für Kleinflugzeuge.